# Contre-la-montre
 (juillet 2010).
Si vous disposez d'ouvrages ou d'articles de référence ou si vous connaissez des sites web de qualité traitant du thème abordé ici, merci de compléter l'article en donnant les références utiles à sa vérifiabilité et en les liant à la section « Notes et références ».
Pour les articles homonymes, voir CLM.

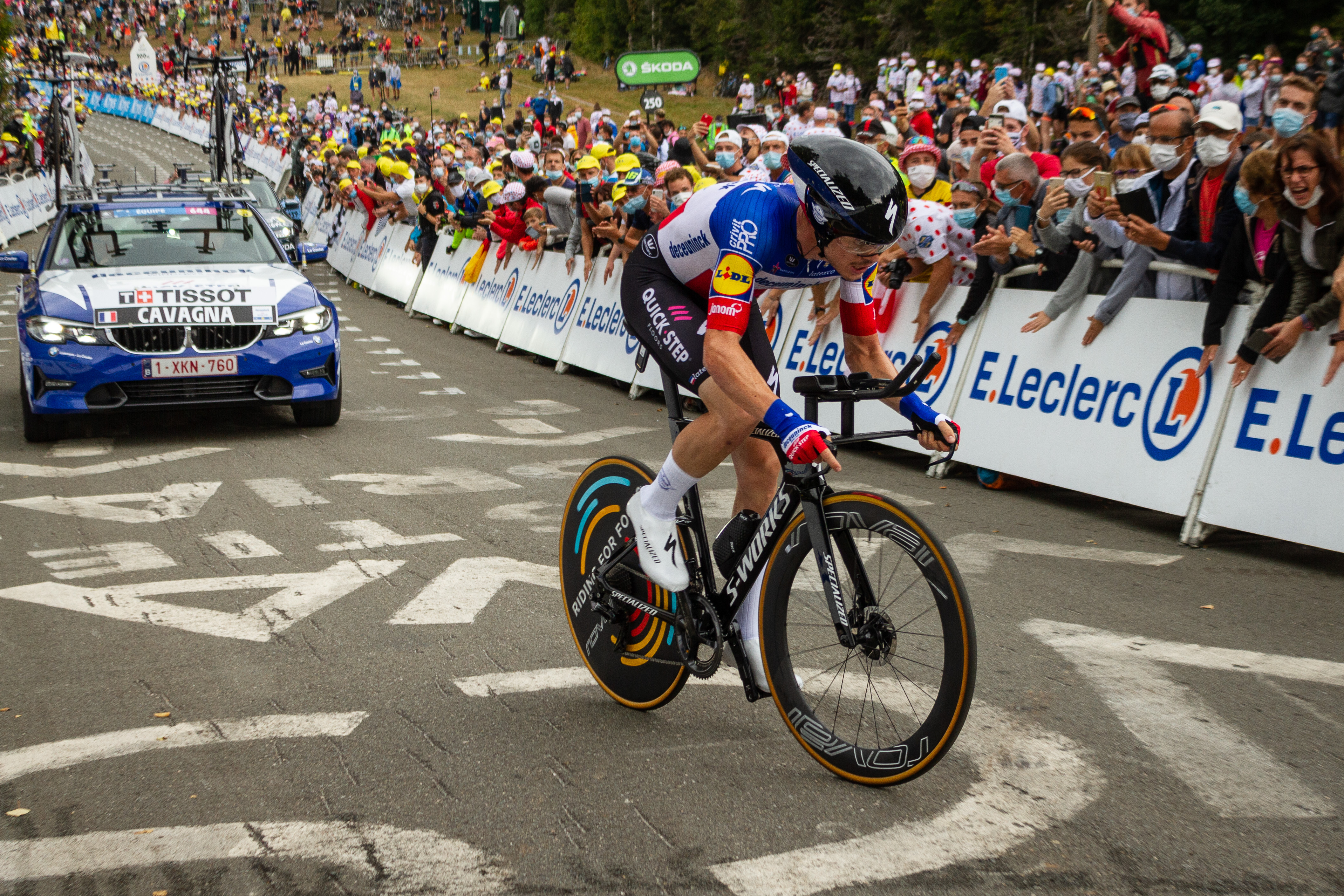
Rémi Cavagna au contre la montre du Tour de France 2020.

Une course, étape, épreuve ou compétition contre-la-montre, parfois abrégée en CLM ou c.l.m. (pour course contre la montre), est un format de course consistant, pour les compétiteurs, à effectuer chacun à leur tour un parcours chronométré. Le vainqueur est celui qui réalise le parcours le plus rapidement. Cette épreuve existe principalement dans les sports individuels d'endurance.
Dans le langage courant, il désigne aussi de manière générale une situation d’empressement pour atteindre un objectif dans un temps imparti.

## Principe
La course contre-la-montre est une épreuve lors de laquelle chaque participant prend un départ individuel pour une course chronométrée avec comme objectif de réaliser le parcours défini le plus rapidement possible. Les différents concurrents partent ainsi les uns après les autres séparés par un intervalle de temps défini. Ce type d'épreuve s'oppose au départ en ligne.

## Particularités
Par son principe, ce type de course met l'accent sur la gestion personnelle de l'effort, plutôt que sur la tactique de course que l'on retrouve dans les départs en masse.

## Sports dans lesquels ce format est utilisé

### Biathlon
En biathlon, les épreuves du sprint et de l'individuel sont des épreuves contre-la-montre où chaque biathlète prend le départ 30 secondes après celui qui le précède. Le numéro de dossard correspond à l'ordre de départ (le dossard "1" s'élance en premier, suivi du dossard "2", etc.).

### Course à pied
En course à pied, ce format est surtout utilisé pour fluidifier les pelotons afin d'éviter d'avoir trop de coureurs sur des portions étroites d'un parcours. C'est le cas en particulier des compétitions de courses en montagne telles que le Trophée des Muletiers ou le Kilomètre vertical de Fully, voire la Course de la Tour de Sauvabelin, où l'écart entre chaque coureur est de vingt secondes.

### Cyclisme
La course contre-la-montre cycliste est le format le plus connu d'épreuve contre-la-montre. Tous les Grands Tours comprennent au moins une épreuve de ce type. Hormis les premières étapes type prologue, les coureurs partent selon l'ordre inverse du classement général de la veille. Le leader de l'épreuve part donc toujours le dernier. Il existe aussi des contre-la-montre par équipes avec départ simultané de tous les coureurs d'une même équipe et le temps pris sur la place déterminée à l'avance d'un coureur de chaque équipe (par exemple : le coureur franchissant la ligne d'arrivée à la troisième place de son équipe). Dans les championnats internationaux, les contre-la-montre par équipes sont souvent organisés sous forme de relais.

### Natation en eau libre
En natation en eau libre, un 5 km contre-la-montre est disputé notamment lors des Championnats de France et d'Europe (et non lors des Championnats du monde). Le parcours est similaire au 5 km en ligne et les nageurs partent selon la place qu'ils ont obtenu au 5 km en ligne effectué la veille. L'écart entre chaque nageur est de 30 secondes.

### Sports mécaniques
Dans un rallye automobile ou un rallye-raid, chaque étape est courue contre-la-montre. Certaines super spéciale sont néanmoins courues sous forme de duel. Les épreuves de course de côte se déroulent également sous ce format. Dans une certaine mesure, les épreuves de qualification, qui peuvent être récompensées au classement, sont des épreuves contre-la-montre (particulièrement le format de départ lancé individuel du Championnat du monde de Formule 1 2003 à 2005.

## Autres sens

### Jeu vidéo
Dans les jeux vidéo de course, le terme est aussi utilisé pour désigner les épreuves chronométrées, notamment dans les jeux de rallye. La course à étapes ou à checkpoint est type particulier de course contre-la-montre : le tracé est divisé en plusieurs sections intermédiaires que le joueur doit atteindre en un temps imparti sous peine d'être éliminé (un compte à rebours s'affiche généralement à l'écran), ou alors ces checkpoints sont des « postes d'enregistrement de temps ». Il est en général possible de conserver ces records et de concourir contre un fantôme (un véhicule qui fait exactement le même parcours que notre meilleur temps) pour que le joueur puisse s'améliorer.